# Marolles-lès-Saint-Calais
Marolles-lès-Saint-Calais är en kommun i departementet Sarthe i regionen Pays de la Loire i nordvästra Frankrike. Kommunen ligger i kantonen Saint-Calais som tillhör arrondissementet Mamers. År 2022 hade Marolles-lès-Saint-Calais 287 invånare.

## Befolkningsutveckling
Antalet invånare i kommunen Marolles-lès-Saint-Calais
| Referens: INSEE |